# Leonid Jaritónov (cantante de ópera)
Leonid Mijaílovich Jaritónov (en ruso: Леонид Михайлович Харитонов; Golumet, 18 de septiembre de 1933 - Moscú, 19 de septiembre de 2017) fue un cantante de ópera bajo-barítono soviético. Fue distinguido con el premio al Artista del Pueblo de la URSS y Artista Emérito de Rusia. Fue sobre todo reconocido en Occidente por su vídeo en el que interpreta la canción el Canto de los sirgadores del Volga (1965).

## Biografía
Leonid Jaritónov nació el 18 de septiembre de 1933 en Golumet, Óblast de Irkutsk (Unión Soviética). Su padre fue dado por desaparecido durante la Segunda Guerra Mundial, por lo que su madre lo crio. Entre 1934 y 1942 vivió en Cheremkhovo y asistió a la escuela número 25 entre 1941 y 1942. De vuelta a Golumet, asistió a la escuela entre 1942 y 1945; permaneció en el pueblo hasta 1947. A partir de los 14 años y durante un año estudió para ser soldador y trabajó en una planta industrial en Kuibysheva formándose para lanzador. Entre 1948 y 1950 volvió a su pueblo natal, trabajando como soldador eléctrico en MTS; fue en este momento, con 17 años, cuando empezó a desempeñarse como cantante. Desde 1950 y hasta 1952 fue solista en la Filarmónica de Irkutsk y finalmente fue aceptado en el Conservatorio de Moscú, donde estuvo entre 1952 y 1955.

## Carrera

### Orquesta de Alexandrov (1953-1972)
Entre el 9 de noviembre de 1953 y marzo de 1965 fue miembro del Coro del Ejército Rojo (más tarde perteneciente a la Orquesta de Alexandrov). Su lugar en el coro siempre fue el tercero por la derecha de la fila superior. De 1953 a 1955 conjugó su permanencia en el coro y el ejército. De 1956 a 1959, al tiempo que cantaba en el coro, estudió en la Escuela Musical Estatal de Gnessin. Su primera actuación como solista fue en el Palacio Estatal del Kremlin el 18 de marzo de 1965.  Ese mismo día, dos de sus buenos amigos, los cosmonautas Pável Beliáyev y Alexey Leonov se embarcaron en la Voskhod 2 rumbo al espacio. Durante esta misión, Leonov se convirtió en el primer ser humano en caminar por el espacio. En 1967 fue galardonado artista emérito de Rusia. Continuó en la orquesta hasta 1972; el director Alexandrov estaba orgulloso de su solista y con frecuencia le daba la mano o le abrazaba tras sus actuaciones públicas. Aunque escasas, Kharitonov cantó en varias ocasiones a dúo con Ivan Bukreev. Kharitonov solo tuvo un profesor de canto a lo largo de su vida: Evgeny Avgustovich Kanger, quien también enseñó a solistas como Evgeny Belyaev.

### Carrera en solitario después de 1972
Entre 1972 y 1998, fue solista de la Filarmónica de Moscú,  siendo galardonado en 1986 con el premio Artista del pueblo de la URSS. Al ser solista de esta filarmónica se vio envuelto en numerosas giras. Durante este tiempo sus apariciones en radio o televisión fueron frecuentes. En una de sus giras, recorrió todo el país e hizo numerosas apariciones en la sala de conciertos del Kremlin. Se le consideraba uno de los orgullos de la nación y era común que ofreciera conciertos a miembros del gobierno y delegaciones extranjeras. En las décadas de 1970, 1980 y 1990 realizó varias giras por el extranjero, incluyendo Checoslovaquia, Inglaterra, Escocia, Estados Unidos, China y Australia. Entre 1998 y 2006, ofreció conciertos en la embajada de Alemania en Rusia o la Galería Ilya Glazunov.

### Reconocimiento mundial
Como muchos de los grandes cantantes de ópera rusos de la era soviética, este cantante barítono fue muy respetado y conocido en los países del este o comunistas, pero al igual que otras muchas celebridades fue un gran desconocido en Occidente, debido a que su carrera se vio ensombrecida por la Guerra Fría. Sin embargo, desde su fin sus actuaciones han sido relanzadas en todo el mundo, dando a conocer su figura. Una de las principales plataformas que han contribuido a que el público occidental tenga un mayor conocimiento de su persona ha sido YouTube.